# 舊庫利納
47°41′46″N 29°18′54″E / 47.69611°N 29.31500°E
舊庫利納（烏克蘭語：Стара Кульна）是位於烏克蘭西南部的村莊，由敖德萨州波季利斯克区的庫亞利尼克市鎮負責管轄。該村始建於1921年，面積3.34平方公里，海拔高度113米，2001年人口1,067，人口密度每平方公里319.46人。